# Lista över fornlämningar i Norrtälje kommun (Norrtälje)
Lista över fornlämningar i Norrtälje kommun (Norrtälje) är en förteckning av ett urval av de fornlämningar som finns i Norrtälje i Norrtälje kommun.
| Namn                         | Lämningstyp         | Tillkomsttid | Historisk indelning | Plats | Läge                 | ID-nr          | Bild                                 |
| ---------------------------- | ------------------- | ------------ | ------------------- | ----- | -------------------- | -------------- | ------------------------------------ |
| Viguls hög (Norrtälje 1:1)   | Gravfält            |              | Norrtälje, Uppland  |       | 59.760341, 18.670184 | 10005800010001 | Ladda upp en bild av detta fornminne |
| Norrtälje 2:1                | Gravfält            |              | Norrtälje, Uppland  |       | 59.764526, 18.665890 | 10005800020001 | Ladda upp en bild av detta fornminne |
| Norrtälje 4:1                | Gravfält            |              | Norrtälje, Uppland  |       | 59.764637, 18.685647 | 10005800040001 | Ladda upp en bild av detta fornminne |
| Norrtälje 8:1                | Stensättning        |              | Norrtälje, Uppland  |       | 59.766797, 18.740163 | 10005800080001 | Ladda upp en bild av detta fornminne |
| Gullbacken (Norrtälje 12:1)  | Gravfält            |              | Norrtälje, Uppland  |       | 59.751253, 18.712586 | 10005800120001 | Ladda upp en bild av detta fornminne |
| Norrtälje 13:1               | Hög                 |              | Norrtälje, Uppland  |       | 59.755201, 18.733680 | 10005800130001 | Ladda upp en bild av detta fornminne |
| Norrtälje 13:2               | Hög                 |              | Norrtälje, Uppland  |       | 59.755148, 18.733438 | 10005800130002 | Ladda upp en bild av detta fornminne |
| Norrtälje 14:1               | Runristning         |              | Norrtälje, Uppland  |       | 59.745735, 18.706781 | 10005800140001 | Ladda upp en bild av detta fornminne |
| Norrtälje 15:1               | Stensättning        |              | Norrtälje, Uppland  |       | 59.771801, 18.773438 | 10005800150001 | Ladda upp en bild av detta fornminne |
| Norrtälje 15:2               | Stensättning        |              | Norrtälje, Uppland  |       | 59.771674, 18.773570 | 10005800150002 | Ladda upp en bild av detta fornminne |
| Norrtälje 16:1               | Stensättning        |              | Norrtälje, Uppland  |       | 59.771322, 18.771382 | 10005800160001 | Ladda upp en bild av detta fornminne |
| Norrtälje 18:1               | Röse                |              | Norrtälje, Uppland  |       | 59.754353, 18.656200 | 10005800180001 | Ladda upp en bild av detta fornminne |
| Norrtälje 18:2               | Stensättning        |              | Norrtälje, Uppland  |       | 59.754237, 18.656254 | 10005800180002 | Ladda upp en bild av detta fornminne |
| Norrtälje 18:5               | Stensättning        |              | Norrtälje, Uppland  |       | 59.754306, 18.655623 | 10005800180005 | Ladda upp en bild av detta fornminne |
| Norrtälje 19:1               | Gravfält            |              | Norrtälje, Uppland  |       | 59.754982, 18.658478 | 10005800190001 | Ladda upp en bild av detta fornminne |
| Norrtälje 20:1               | Hög                 |              | Norrtälje, Uppland  |       | 59.755109, 18.660493 | 10005800200001 | Ladda upp en bild av detta fornminne |
| Norrtälje 20:2               | Hög                 |              | Norrtälje, Uppland  |       | 59.755133, 18.660776 | 10005800200002 | Ladda upp en bild av detta fornminne |
| Norrtälje 21:1               | Gravfält            |              | Norrtälje, Uppland  |       | 59.755062, 18.662240 | 10005800210001 | Ladda upp en bild av detta fornminne |
| Norrtälje 22:1               | Gravfält            |              | Norrtälje, Uppland  |       | 59.753032, 18.662345 | 10005800220001 | Ladda upp en bild av detta fornminne |
| Skansberget (Norrtälje 23:1) | Fornborg            |              | Norrtälje, Uppland  |       | 59.748888, 18.658869 | 10005800230001 | Ladda upp en bild av detta fornminne |
| Norrtälje 24:1               | Gravfält            |              | Norrtälje, Uppland  |       | 59.745292, 18.685817 | 10005800240001 | Ladda upp en bild av detta fornminne |
| Arsta (Norrtälje 24:2)       | Hög                 |              | Norrtälje, Uppland  |       | 59.744931, 18.684064 | 10005800240002 | Ladda upp en bild av detta fornminne |
| Norrtälje 24:3               | Hög                 |              | Norrtälje, Uppland  |       | 59.745127, 18.684272 | 12000000112364 | Ladda upp en bild av detta fornminne |
| Norrtälje 25:1               | Begravningsplats    |              | Norrtälje, Uppland  |       | 59.751648, 18.692064 | 10005800250001 | Ladda upp en bild av detta fornminne |
| Norrtälje 26:1               | Röse                |              | Norrtälje, Uppland  |       | 59.772898, 18.700091 | 10005800260001 | Ladda upp en bild av detta fornminne |
| Norrtälje 26:2               | Stensättning        |              | Norrtälje, Uppland  |       | 59.772621, 18.700253 | 10005800260002 | Ladda upp en bild av detta fornminne |
| Norrtälje 26:3               | Stensättning        |              | Norrtälje, Uppland  |       | 59.772533, 18.700354 | 10005800260003 | Ladda upp en bild av detta fornminne |
| Norrtälje 26:4               | Stensättning        |              | Norrtälje, Uppland  |       | 59.772558, 18.700139 | 10005800260004 | Ladda upp en bild av detta fornminne |
| Norrtälje 27:2               | Gravfält            |              | Norrtälje, Uppland  |       | 59.761931, 18.678818 | 10005800270002 | Ladda upp en bild av detta fornminne |
| Norrtälje 29:3               | Hällristning        |              | Norrtälje, Uppland  |       | 59.759524, 18.696121 | 10005800290003 | Ladda upp en bild av detta fornminne |
| Norrtälje 32:1               | Fornborg            |              | Norrtälje, Uppland  |       | 59.768495, 18.700529 | 10005800320001 | Ladda upp en bild av detta fornminne |
| Hagalund (Norrtälje 37:1)    | Lägenhetsbebyggelse |              | Norrtälje, Uppland  |       | 59.744870, 18.675154 | 10005800370001 | Ladda upp en bild av detta fornminne |
| Norrtälje 69                 | Stensättning        |              | Norrtälje, Uppland  |       | 59.745043, 18.684852 | 12000000112365 | Ladda upp en bild av detta fornminne |
| Norrtälje 71                 | Stensättning        |              | Norrtälje, Uppland  |       | 59.744901, 18.683950 | 12000000112385 | Ladda upp en bild av detta fornminne |